# Abens
De Abens is een rivier in Duitsland, in de deelstaat Beieren. Het is een rechter zijrivier van de Donau. De Abens mondt op 347 meter boven zeeniveau, ten oosten van de Paar en 15 km ten westen van en tegenover de Altmühl, uit in de Donau bij Eining. Dat is een 8 km ten noorden van het centrum gelegen stadsdeel van Neustadt an der Donau. De geografische coördinaten van de bron luiden: 48° 31′ 43″ noorderbreedte, en 11° 38′ 42″ oosterlengte; de coördinaten van de monding luiden: 48° 51′ 30″ noorderbreedte, en 11° 46′ 12″ oosterlengte.
Verreweg de belangrijkste zijrivier van de Abens is de Ilm. De Abens en de Ilm zijn niet bevaarbaar. De grootste stad nabij de rivieren Abens en Ilm is Ingolstadt, 30 km ten westen van Neustadt. 

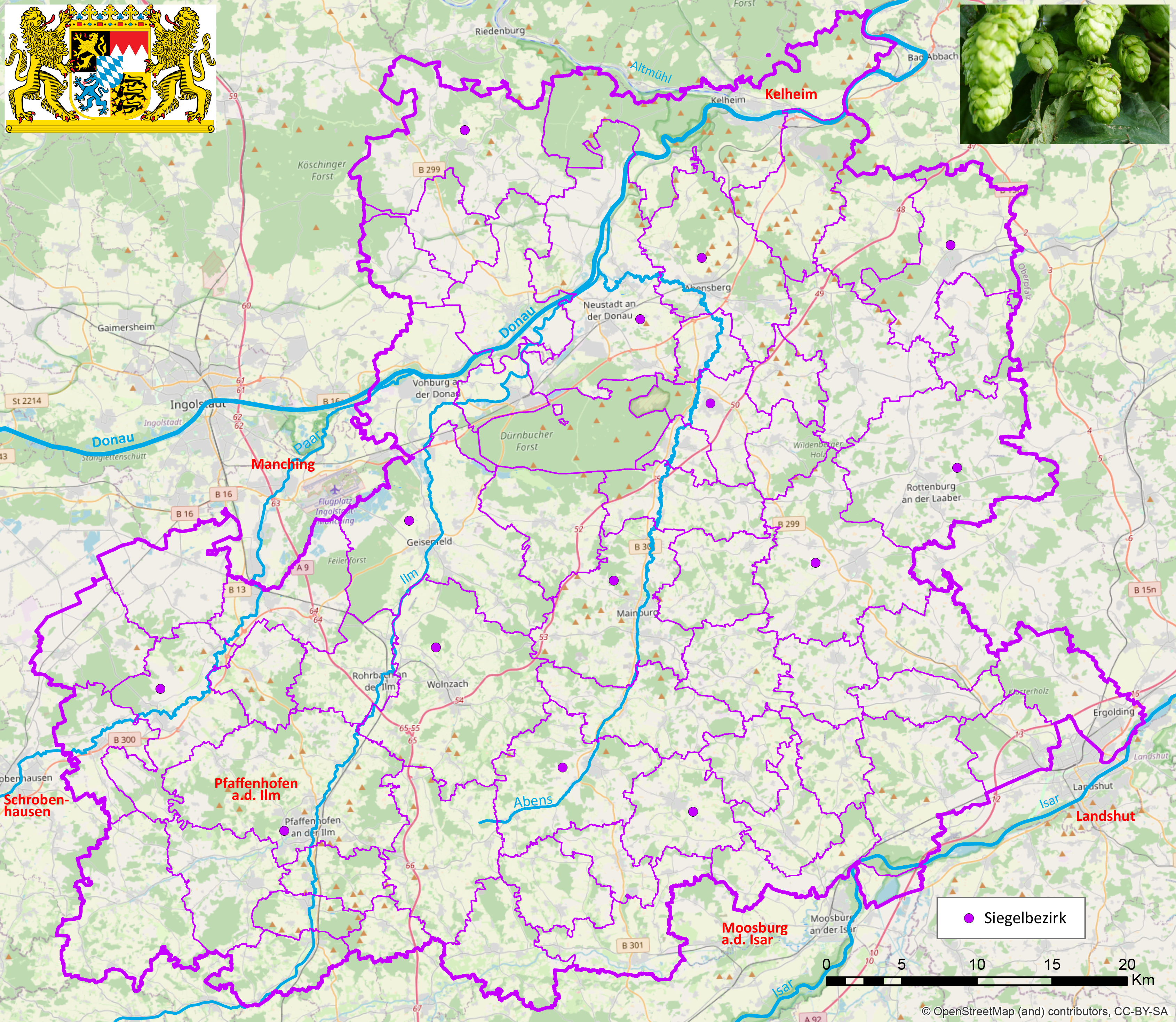
Kaart van de Hallertau met de rivieren Paar, Ilm en Abens
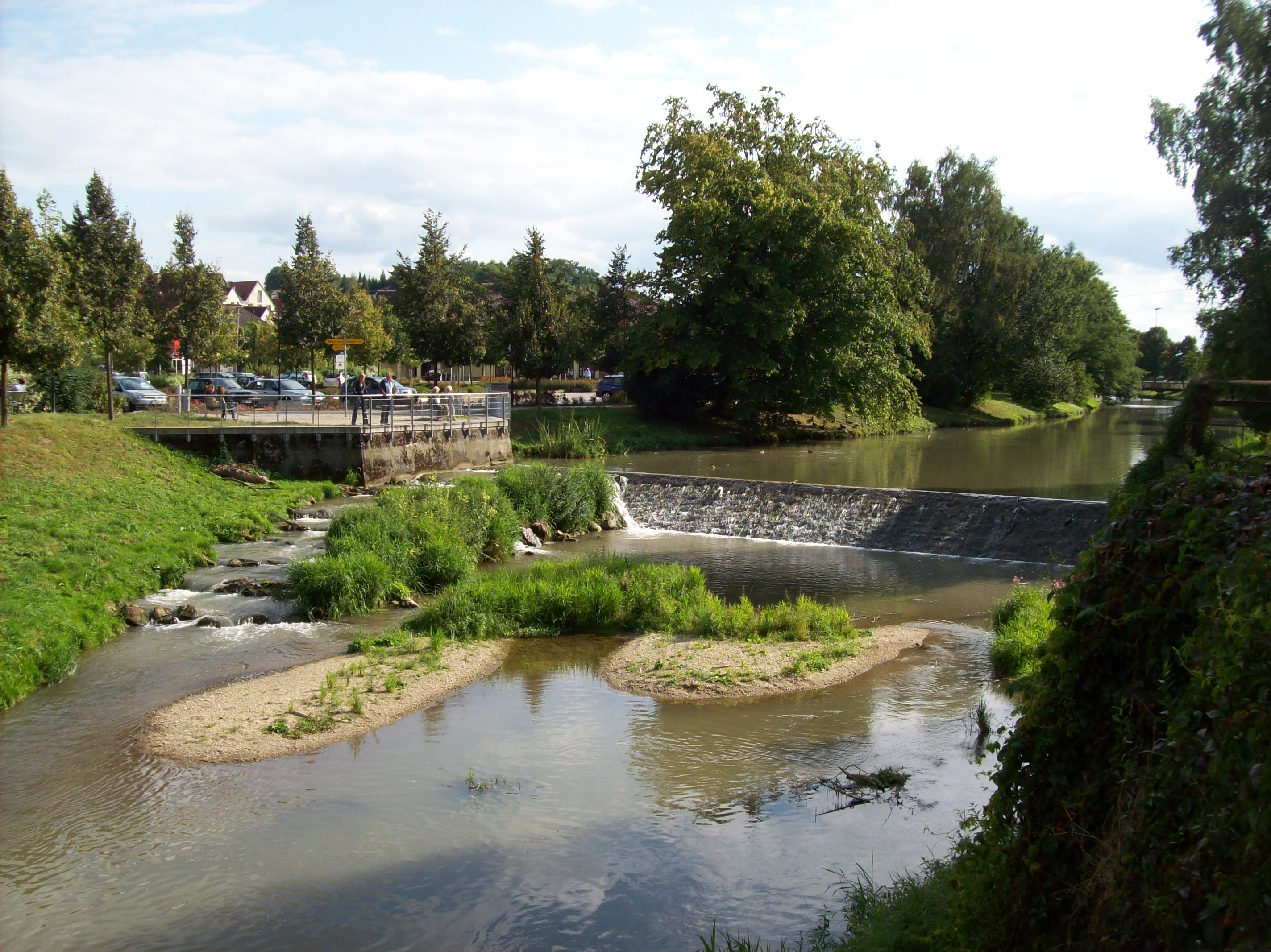
De Abens bij Mainburg
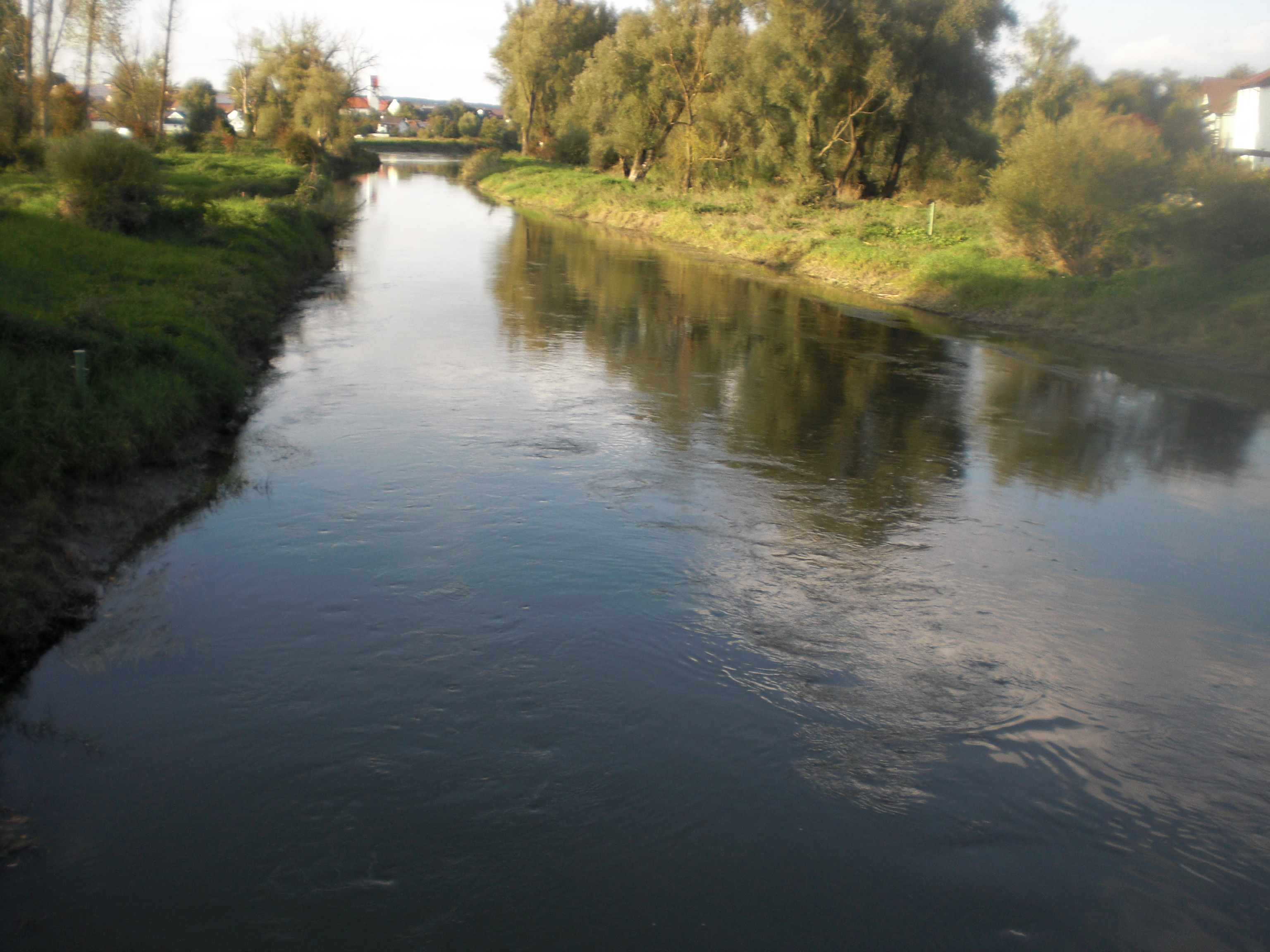
Monding van de Abens
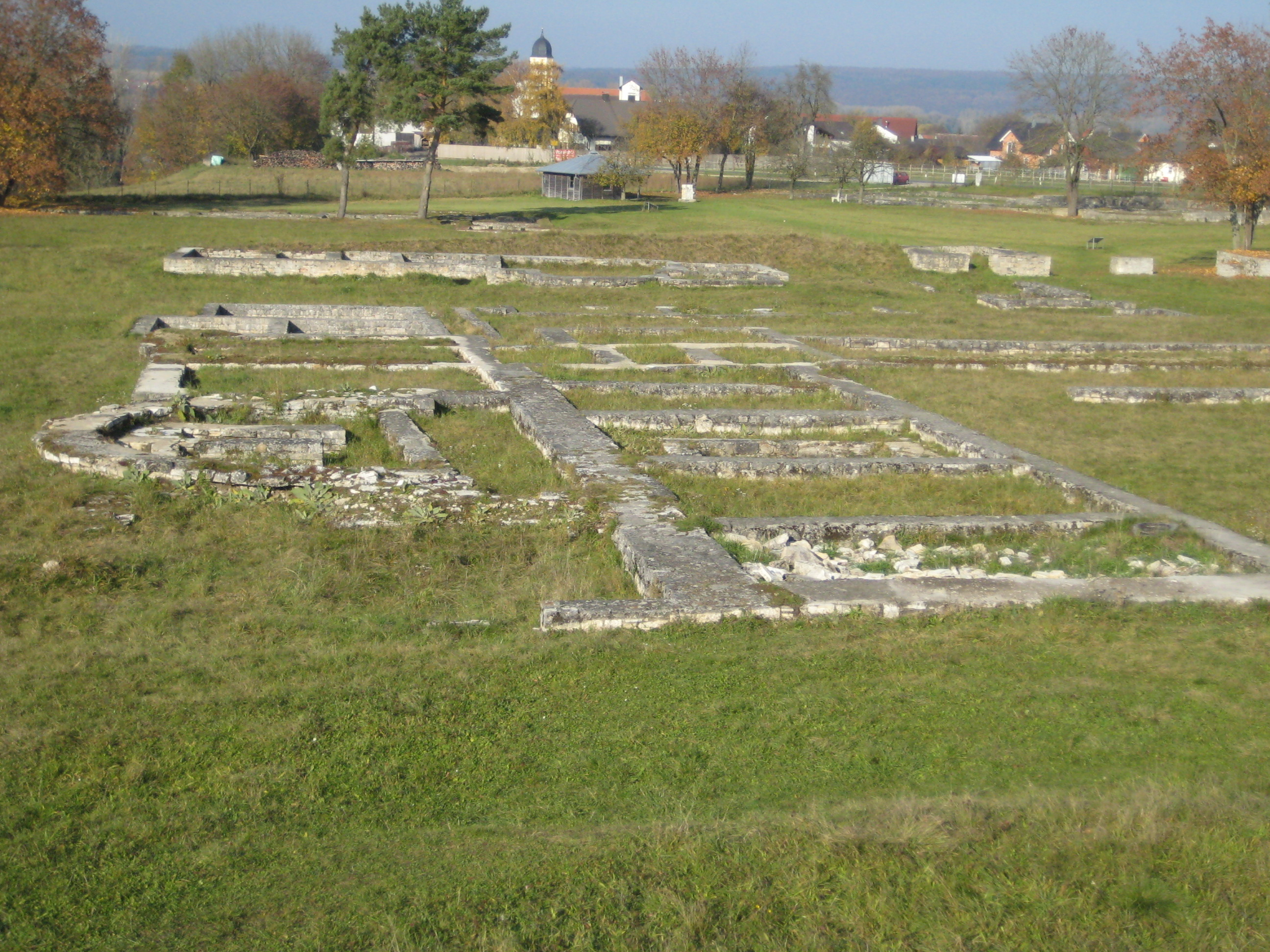
Opgravingen Kastell Eining (Abusina)

Zowel de Abens als de Ilm ontspringen in een maximaal circa 534 meter hoge heuvelrug met de naam Hallertau. 

## Geschiedenis, economie
Over de herkomst van de riviernaam Abens zijn alleen vermoedens gepubliceerd. Nabij de monding van de Abens lag in de tijd van het Romeinse Rijk een castellum, genaamd Abusina. Dit was gesticht in het jaar 80, ten tijde van keizer Titus. Vermoedelijk is deze grensvesting naar de rivier genoemd.
De Hallertau, een gebied van 2.400 km2 is sedert de 8e eeuw bekend vanwege de verbouw van hop. In 2016 was het areaal hop-plantages ongeveer 15.500 hectare. Circa 85% van de totale Duitse hop-oogst komt uit dit gebied. In de Hallertau worden ook veel asperges verbouwd.

## Zijrivieren
De belangrijkste zijrivier van de Abens is de Ilm, die bij Bad Gögging, een stadsdeel van Neustadt an der Donau, in de Abens uitmondt. Het is een linker zijrivier, die 84 km lang is. De Ilm stroomt o.a. door Pfaffenhofen an der Ilm, Geisenfeld en Vohburg an der Donau. Dicht bij deze laatste stad, bij Gaden, gemeente Pförring, stroomde tot circa 1922 de Ilm rechtstreeks de Donau in. Daarna werden waterwerken, waaronder een sluis en een stuw, en rond 1950 nog rivierdijken bij de oude Donau-arm Goldau, gebouwd om de waterstanden te reguleren. Sedertdien stroomt het water van de Ilm via het mondingsgebied van de Abens naar de Donau.
Zowel de Abens zelf als de Ilm hebben talrijke kleine zijbeken.

## Plaatsen aan de Abens
- Au in der Hallertau
- Mainburg
- Abensberg